# تسوتکوفکا
تسوتکوفکا (به لاتین: Tsvetkovka) یک منطقهٔ مسکونی در روسیه است که در شهرستان کیزلیارسکی واقع شده‌است.